# آزیپرامین
آزیپرامین(به انگلیسی: Azipramine) (TQ-86) یک ضدافسردگی‌های چهارحلقه‌ای (TeCA) است که در سال ۱۹۷۶ سنتز و مورد آزمایش حیوانی قرار گرفت، اما هرگز به بازار عرضه نشد.